# Dyanna Lauren
Dyanna Lauren (Los Angeles, 18 marzo 1965) è un'attrice pornografica e regista statunitense.

## Biografia
Dyanna Lauren inizia la sua carriera di attrice pornografica nel 1992 e, l'anno seguente, firma un contratto in esclusiva con la Vivid Entertainment. La rivista erotica Penthouse la elegge Pet of the Month nel luglio 1995 e nello stesso anno conduce l'edizione degli AVN Awards insieme a Tera Heart e Steven St. Croix. Il 21 agosto 1996 è ospite del programma televisivo The Helmetcam Show su Playboy TV e successivamente conduce, sulla stessa emittente, Naughty Amateur Home Videos.
Nel 1998, assieme alla collega Kobe Tai, appare nell'album Mechanical Animals di Marilyn Manson, cantando nella traccia User Friendly. Dyanna Lauren è anche la cantante del gruppo hard rock Thousand Year Itch, che nel 2000 pubblica un disco omonimo. Nello stesso anno interrompe la sua attività di attrice per dedicarsi a quella di regista.
Nel 2007 diventa CEO e portavoce della Ninn Worx_SR, una casa di produzione cinematografica di proprietà del suo ex-marito John Gray, fondatore della catena di strip club Spearmint Rhino. La Lauren viene introdotta nella AVN Hall of Fame con la cerimonia di premiazione tenutasi il 12 gennaio 2008.
Nell'aprile del 2009 riprende la sua carriera di attrice pornografica dopo quasi dieci anni di assenza, girando con Wicked.

## Vita privata
Dyanna è stata sposata con il fondatore di Wild Boyz, Kurt Lee e con John Grey, fondatore della Spearmint Rhino Gentlemen's Club

## Riconoscimenti
- AVN Awards
  - 1998 – Best Actress (film) per Bad Wives[5]
  - 1998 – Best Anal Sex Scene (film) per Bad Wives (con Steven St. Croix)[6]
  - 2008 – Hall of Fame[7]
- XBIZ Awards
  - 2010 – Performer Comeback of the Year[8]
- XRCO Award
  - 1998 – Best Actress per Bad Wives[9]

## Filmografia

### Attrice
- Chug-a-lug Girls 3 (1992)
- Bet (1993)
- Beverly Thrillbillies (1993)
- Blind Spot (1993)
- Blonde Justice 1 (1993)
- Blonde Justice 2 (1993)
- Club DV8 1 (1993)
- Dick and Jane Go to Hollywood 2 (1993)
- Dr. Butts 3 (1993)
- Endzone (1993)
- Father of the Babe (1993)
- I Love Juicy (1993)
- Immortal Desire (1993)
- Mistress (1993)
- Nothing to Hide 2 (1993)
- Plan 69 From Outer Space (1993)
- Proposal (1993)
- Pussyman 4 (1993)
- Raunch 8 (1993)
- Rehearsal (1993)
- Sarah Young's Sexy Secrets 4 (1993)
- Sheepless In Montana (1993)
- Steamy Windows (1993)
- Stripper Named Desire (1993)
- Toe Biz (1993)
- Toppers 16 (1993)
- Toppers 18 (1993)
- Toppers 19 (1993)
- Toppers 22 (1993)
- Truth Laid Bare (1993)
- Web Of Desire (1993)
- WPINK TV 4 (1993)
- Adult Video News Awards 1994 (1994)
- Anal Planet (1994)
- Assy Sassy (1994)
- Babes Illustrated 1 (1994)
- Back To Anal Alley (1994)
- Bad Girls Get Punished (1994)
- Bad Habits (1994)
- Best of Dr. Butts (1994)
- Beverly Hills Sex Party (1994)
- Big Knockers 2 (1994)
- Big Knockers 3 (1994)
- Big Knockers 4 (1994)
- Blondage (1994)
- Cat Lickers 2 (1994)
- Cathouse (1994)
- Club Anal 2 (1994)
- Delicious Passions (1994)
- Designs On Women (1994)
- Double Penetration Virgins 5: Go to Hell (1994)
- Dyke-o-raiders (1994)
- Elements of Desire (1994)
- Extreme Sex 1: The Club (1994)
- Finishing Touch (1994)
- Hardcore (1994)
- Hollywood Hills Sex Party (1994)
- Kym Wilde's On The Edge 6 (1994)
- Leg Ends 11 (1994)
- Love Bunnies 4 (1994)
- Love Me Love My Butt (1994)
- Miss Nude International (1994)
- No Motive (1994)
- Oral Obsession 1 (1994)
- Pajama Party X 1 (1994)
- Perplexed (1994)
- Poison (1994)
- Pornomania 2 (1994)
- Red Light (1994)
- Reel World 1 (1994)
- Reel World 2 (1994)
- Revenge of Bonnie and Clyde (1994)
- Secrets of Bonnie and Clyde (1994)
- Shame (1994)
- Shaved Sinners 4 (1994)
- Ski Bunnies 1 (1994)
- Ski Bunnies 2 (1994)
- Split Tail Lovers (1994)
- Star Struck (1994)
- Swallow (1994)
- Swap 2 (1994)
- Taste of Shame (1994)
- Tattle Tail (1994)
- Undressed to Thrill (1994)
- Up and Cummers 4 (1994)
- White Shadow (1994)
- Adult Video News Awards 1995 (1995)
- Bad Girls 5: Maximum Babes (1995)
- Big Busted Dream Girls (1995)
- Big Knockers 11 (1995)
- Big Knockers 12: Best of Lesbians 1 (1995)
- Boiling Point (1995)
- Checkmate (1995)
- Dirty Bob's Xcellent Adventures 20 (1995)
- Great American Boobs To Kill For Dance Contest (1995)
- Hawaii (1995)
- Night Play (1995)
- On Her Back (1995)
- Pajama Party X 2 (1995)
- Star (1995)
- Up And Cummers 16 (1995)
- Weird Sex (1995)
- Where the Boys Aren't 7 (1995)
- Adult Video News Awards 1996 (1996)
- Ancient Secrets of the Kama Sutra (1996)
- Bad Girls 9: Bust Out (1996)
- Couples 2 (1996)
- Dirty Dyanna (1996)
- Double Decadence (1996)
- Hard Feelings (1996)
- Hooters (1996)
- In Cold Sweat (1996)
- Last Act (1996)
- Sex Magic (1996)
- Stardust 3 (1996)
- Stardust 8 (1996)
- Swing (1996)
- Bad Wives 1 (1997)
- Broken Promises (1997)
- Censored (1997)
- Cum One Cum All 1 (1997)
- Lipstick Girls (1997)
- Maxed Out 3 (1997)
- Other Side of Shawnee (1997)
- Show 2 (1997)
- Star Struck (IV) (1997)
- Stardust 10 (1997)
- Stardust 11 (1997)
- Stardust 7 (1997)
- Stardust 9 (1997)
- Sweet Innocence (1997)
- Trashy (II) (1997)
- Where the Boys Aren't 8 (1997)
- Where the Boys Aren't 9 (1997)
- Women Loving Women (1997)
- You Bet Your Ass (1997)
- Zone (1997)
- Pipelayer (1998)
- Stardust 12 (1998)
- Where the Boys Aren't 10 (1998)
- Where the Boys Aren't 11 (1998)
- XRCO Awards 1998 (1998)
- Adult Video News Awards 1999 (1999)
- Art Lover (1999)
- Blown Away (1999)
- First Impulse (1999)
- Manic Behavior (1999)
- Virtual Vivid Interactive Sex Splash (1999)
- Virtual Vivid The Orgy (1999)
- Best of the Vivid Girls 30 (2000)
- Motel Sex (2000)
- Virtual Vivid Household Chores (2000)
- Virtual Vivid Make A Wish (2000)
- Where the Boys Aren't 13 (2000)
- Deep Inside Jenna Jameson (2001)
- Deep Inside Lexus (2001)
- Jenna: Extreme Close Up (2001)
- Lexus: Up Close and Personal (2001)
- Nikki Dial: Extreme Close Up (2001)
- On The Ropes (2001)
- Vajenna (2001)
- Valley of the Valets (2001)
- Deep Inside Christy Canyon (2002)
- Deep Inside Debi Diamond (2002)
- Girls Only: Janine (2002)
- Girls Only: Strapped On (2002)
- Jenna Jameson Revealed (2002)
- Jenna Jameson Untamed (2002)
- Young Jenna (2002)
- Young Julia Ann (2002)
- California Creamin (2003)
- Face Down Ass Up (2003)
- Fire in the Hole (2003)
- Load Warrior (2003)
- Real Female Masturbation 21 (2003)
- Saturday Night Beaver (2003)
- Titanic Tits (2004)
- Eye Spy: Kira Kener (2005)
- Miami Pink (2005)
- Blowjob 2 Blowjob (2006)
- Service with a Smile (2006)
- Identity (2008)
- Star 69: Strap Ons (2008)
- 30 Love (2009)
- 30+ Sluts (2009)
- Dirty Over 30 4 (2009)
- Flying Solo 2 (2009)
- Golden Globes 1 (2009)
- Strip Tease Then Fuck 12 (2009)
- Succubus of the Rouge (2009)
- Superstar MILFs (2009)
- Bludreams 2 (2010)
- Boom Boom Flick 3 (2010)
- Busty Babysitters 1 (2010)
- Busty Office MILFs 2 (2010)
- Cheating Housewives 7 (2010)
- Cougars Cruisin Coeds (2010)
- Country Club Cougars (2010)
- Debi Diamond: The Nasty Years (2010)
- Dirty Rotten Mother Fuckers 4 (2010)
- Droppin' Loads 1 (2010)
- Gia: Portrait of a Pornstar (2010)
- Kittens and Cougars 3 (2010)
- Kittens and Their MILF (2010)
- Lesbian House Hunters 4 (2010)
- Lesbian Psycho Dramas 2 (2010)
- Lesbian Seductions 30: Older/Younger (2010)
- Lesbian Seductions 34 (2010)
- Lip Service (2010)
- Masturbation Nation 10 (2010)
- Milflicious (2010)
- MILFs Like It Big 6 (2010)
- Mommy Blows Best 5 (2010)
- Mother Load 6 (2010)
- Mother Suckers 3 (2010)
- Net Skirts 2.0 (2010)
- Official To Catch a Predator Parody 1 (2010)
- Seasoned Players 13 (2010)
- To Protect and to Serve 1 (2010)
- Cougar Club 3 (II) (2011)
- Lesbian Babysitters 4 (2011)
- Lesbian Sex 2 (2011)
- Mom's Cuckold 5 (2011)
- Seduced by a Cougar 16 (2011)
- Wicked Digital Magazine 3 (2011)
- Yeah I Fucked Your Mother 2 (2011)
- Hot And Mean 5 (2012)
- Lesbian Doms And Subs (2012)
- Mothers and Daughters (2012)
- Munching Muff (2012)
- My Daughter's Boyfriend 6 (2012)
- Psychotherapist (2012)
- Totally Stacked 4 (2012)
- Toying With Your Emotions (2012)
- In the Closet (2013)
- Women Seeking Women 94 (2013)

### Regista
- Broken Promises (1997)
- Femme 2 (1998)
- Woman Scorned (1998)
- Art Lover (1999)
- First Impulse (1999)
- If Looks Could Kill (1999)
- Manic Behavior (1999)
- Picture This (1999)
- Virtual Vivid Interactive Sex Splash (1999)
- Virtual Vivid The Orgy (1999)
- Virtual Vivid Women at Work (1999)
- Weekend Warriors (1999)
- Commercial World (2000)
- Interactive Body Parts (2000)
- Virtual Blowjobs: Lick It Up (2000)
- Virtual Vivid Household Chores (2000)
- Virtual Vivid Make A Wish (2000)
- Virtual Vivid Steel Sirens (2000)
- Virtual Vixens 1 (2000)
- Interactive Shock Jock (2001)
- Sex Sells: Especially on TV (2001)
- Virtual Blowjobs: Blown Away (2001)
- Virtual Blowjobs: Casting Couch (2001)
- Virtual Blowjobs: Down the Hatch (2001)
- Virtual Blowjobs: In Your Face (2001)
- Virtual Blowjobs: Lip Service (2001)
- Virtual Blowjobs: Luscious Licks (2001)
- Virtual Blowjobs: Oral Examination (2001)
- Virtual Blowjobs: Oral XXXtasy (2001)
- Virtual Blowjobs: Vivid University (2001)
- Virtual Vivid Rock Star (2001)
- Virtual Vivid Sex In Public Places 1 (2001)
- Virtual Vixens 2 (2001)
- Carnival Orgy (2002)
- Interactive Animal Instincts (2002)
- Sex Through the Ages (2002)
- Summer Winter and Fall (2002)
- Virtual Blowjobs: BJ USA (2002)
- Virtual Blowjobs: Cream Cravers (2002)
- Virtual Blowjobs: Dance And Blow (2002)
- Virtual Vivid Erotic Holidays (2002)
- Virtual Vivid Fortune Cookie (2002)
- Virtual Vivid Pick Up (2002)
- Virtual Vivid Play Ball (2002)
- Virtual Vivid Sex Hibition (2002)
- Virtual Vivid Sex In Public Places 2 (2002)
- Virtual Vivid Summer, Winter And Fall (2002)
- Sweat 2 (2007)
- Identity (2008)
- Sweat 1 (2008)
- Sweat 3 (2008)
- Sweat 4 (2008)
- Sweat 5 (2008)
- Lust 1 (2009)
- Lust 2 (2009)
- Lust 3 (2009)
- Succubus of the Rouge (2009)
- Faster (2011)